# Mã Vũ
Mã Vũ (giản thể: 马武; phồn thể: 馬武; bính âm: Mǎ Wǔ, ? - 61), tên tự Tử Trương (子張), người Hồ Dương, Nam Dương, tướng lĩnh, khai quốc công thần nhà Đông Hán, một trong Vân Đài nhị thập bát tướng.

## Trong chiến loạn
Từ nhỏ vì tránh kẻ thù, ngụ cư ở Giang Hạ. Cuối thời nhà Tân, gia nhập nghĩa quân Lục Lâm. Canh Thủy đế lên ngôi, Vũ được nhiệm chức Thị lang, cùng Lưu Tú đại phá bọn Vương Tầm. Được bái làm Chấn uy tướng quân, cùng Thượng thư lệnh Tạ Cung đi đánh Vương Lang.
Về sau Lưu Tú hạ được Hàm Đan, mời Cung và Vũ đến dự tiệc, muốn tìm cơ hội giết chết Cung, nhưng không thành công. Lưu Tú mời riêng Vũ lên Tùng đài mà thuyết hàng, ông tỏ ý bằng lòng. Sau khi Cung bị giết, Vũ cưỡi ngựa đến Xạ Khuyển đầu hàng Lưu Tú. Ông ta rất hài lòng, cắt đặt ở bên cạnh. Mỗi khi Lưu Tú úy lạo chư tướng, Vũ đều giúp ông ta rót rượu, Lưu Tú rất vui.
Lưu Tú sai ông đem quân bản bộ đến Nghiệp, Vũ dập đầu từ chối, Lưu Tú càng hài lòng về ông, cho theo đại quân chinh chiến. Lưu Tú đánh quân nông dân Vưu Lai, Ngũ Phiên, thua ở Thận Thủy, chỉ còn mỗi Vũ ở phía sau, vẫn gắng sức chiến đấu, khiến kẻ địch không dám truy kích. Sau đó đánh An Thứ, Tiểu Quảng Dương, Vũ thường làm tiên phong, ra sức chiến đấu, các tướng đưa quân đi theo mà phá được giặc. Ông đuổi đến Bình Cốc, Tuấn Mỹ rồi về.
Lưu Tú lên ngôi, Vũ được nhiệm chức Thị trung, Kỵ đô úy, Sơn Đô hầu. Năm Kiến Vũ thứ 4 (28), Vũ cùng bọn Hổ nha đại tướng quân Cái Duyên chinh thảo Lưu Vĩnh, ông soái quân đánh Tế Âm , hạ Thành Vũ, Sở Khâu, nhờ công được bái làm Bộ lỗ tướng quân.
Năm sau (29), Bàng Manh chống lại Lưu Tú, Vũ soái quân tấn công Đào Thành, đánh lui quân địch. Lưu Tú đưa đại quân đến, Manh thua chạy.
Năm thứ 6 (30), Vũ cùng Kiến uy đại tướng quân Cảnh Yểm đánh Ngôi Hiêu, chiến sự bất lợi, quân Hán rút lui. Ngôi Hiêu đuổi theo, ông tuyển tinh kỵ đi sau, tự mặc giáp cầm kích, giết hơn ngàn quân địch, Hiêu đành lui về, các cánh quân Hán đều được an toàn.

## Sau chiến loạn
Năm thứ 13 (37), Vũ được tăng thực ấp, thăng phong làm Vu hầu. Soái quân đóng đồn ở Khúc Dương, phòng bị Hung Nô. Nhân bị tố cáo tội giết Quân lại, phụng mệnh đưa vợ con trở về, giao lại ấn thụ tướng quân, thực ấp bị cắt mất 500 hộ, giáng phong làm Dương Hư hầu.
Quang Vũ đế cùng các công thần liệt hầu nói chuyện trong tiệc, hỏi nếu không gặp thời loạn, thì họ có thể làm gì? Vũ đáp ông chỉ có thể cầm đầu bọn giặc cướp, Đế bật cười, cho rằng ông có thể làm được Đình trưởng. Vũ thích uống rượu, nói năng thô thiển. Khi say ông ngã lăn trước điện, lời lẽ lộn xộn, không chút kiêng dè. Đế cứ để như vậy, mà làm trò cười.
Năm thứ 25 (49), Vũ nhiệm chức Trung lang tướng, tham gia đánh dẹp người Man ở Vũ Lăng, sau khi trở về, giao lại ấn thụ.
Năm Vĩnh Bình đầu tiên (58) thời Minh đế, Vũ được bái làm Bộ lỗ tướng quân, Trung lang tướng Vương Phong làm phó tướng, cùng Giám quân sứ giả Đậu Cố, Hữu phụ đô úy Trần Hân soái 4 vạn quân bình định người Khương xâm phạm Lũng Hữu. Tại Kim Thành đánh bại quân Khương, chém 600 thủ cấp. Tại Lạc Hà cốc bị quân Khương đánh bại, tử thương 4000 người. Quân Khương ra khỏi biên ải, Vũ soái quân đuổi đến Đông, Tây Hàm , đại phá địch, chém 4600 thủ cấp, bắt 1600 người, còn lại đều tan rã. Ông đưa quân trở về, được tăng thực ấp 700 hộ, cả thảy có 1800 hộ.
Năm thứ 4 (61), Mã Vũ qua đời.

## Trong nghệ thuật
Do ảnh hưởng của tiểu thuyết chương hồi "Đông Hán diễn nghĩa" và các vở Hí kịch, các danh tướng Đông Hán là Diêu Kì và Mã Vũ được dân gian thờ cúng như những môn thần, tương tự "Thuyết Đường" với Tần Quỳnh và Úy Trì Cung.
Theo đó, Mã Vũ và Úy Trì Cung có nhiều điểm tương đồng: mặt đen, roi vàng, phá cửa cung đến gãy roi, nhớ lời thầy "roi còn người còn, roi gãy người mất" mà tự sát.
Mã Vũ trong truyền thuyết ghét ác như thù, trọng tình trọng nghĩa, dũng mãnh cương cường, chất phác đáng yêu. Nhưng thực tế lịch sử thì không được như vậy! Khi bình Man ở Vũ Lăng, dù không thể không biết Mã Viện bị oan, Vũ vẫn im lặng, gây ra 1 khiếm khuyết đáng tiếc trong cuộc đời ông.